# Útvarp Føroya
Útvarp Føroya är en färöisk stadsägd radiokanal med säte i Torshamn. Kanalen lanserades 6 februari 1957, den första på Färöarna.

## Sändningsfrekvenser
| Region                 | Sändare     | Styrka | Frekvens   |
| ---------------------- | ----------- | ------ | ---------- |
| FM-Streymoy (Torshamn) | Húsareyn    | 5 kW   | 89,90 MHz  |
| FM-Streymoy            | Vestmanna   | 10 W   | 99,50 MHz  |
| FM-Streymoy            | Saksun      | 10 W   | 99,50 MHz  |
| FM-Eysturoy            | Eiðiskollur | 10 W   | 87,60 MHz  |
| FM-Norðoyar (Klaksvík) | Brúnaskarð  | 3 KW   | 94,30 MHz  |
| FM-Norðoyar            | Eysturhøvdi | 10 W   | 96,50 MHz  |
| FM-Norðoyar            | Slættafjall | 10 W   | 92,10 MHz  |
| FM-Norðoyar            | Trøllanes   | 1 W    | 88,50 MHz  |
| FM-Vágar               | Miðvágur    | 10 W   | 99,50 MHz  |
| FM-Vágar               | Sørvágur    | 10 W   | 87,90 MHz  |
| FM-Mykines             | Mykines     | 1 W    | 90,60 MHz  |
| FM-Sandoy              | Dalur       | 1 W    | 88,50 MHz  |
| FM-Suðuroy             | Hesturin    | 3 kW   | 97,50 MHz  |
| FM-Suðuroy             | Hvalba      | 10 W   | 99,50 MHz  |
| FM-Eysturoy            | Støðlafjall | 500 W  | 100,00 MHz |